# Капітоновський Рибоучасток
Капіто́новський Рибоуча́сток (рос. Капитоновский Рыбоучасток) — хутір у складі Переволоцького району Оренбурзької області, Росія.
Стара назва — Рибопитомник.

## Населення
Населення — 15 осіб (2010; 17 у 2002).
Національний склад (станом на 2002 рік):
- росіяни — 76 %